# Camoël
Camoël (Gallo Camóèu, bretonisch Kamoel) ist eine französische Gemeinde mit 1.156 Einwohnern (Stand 1. Januar 2022) im Département Morbihan in der Region Bretagne. Sie gehört zum Gemeindeverband Presqu’île de Guérande Atlantique (Cap Atlantique).

## Geografie
Camoël liegt rund 26 Kilometer nordwestlich von Saint-Nazaire im Südosten des Départements Morbihan an der Grenze zum Département Loire-Atlantique.
Nachbargemeinden sind Arzal im Norden, Férel im Osten, Assérac (im Département Loire-Atlantique) im Süden und Südwesten sowie Pénestin im Nordwesten. 

## Bevölkerungsentwicklung

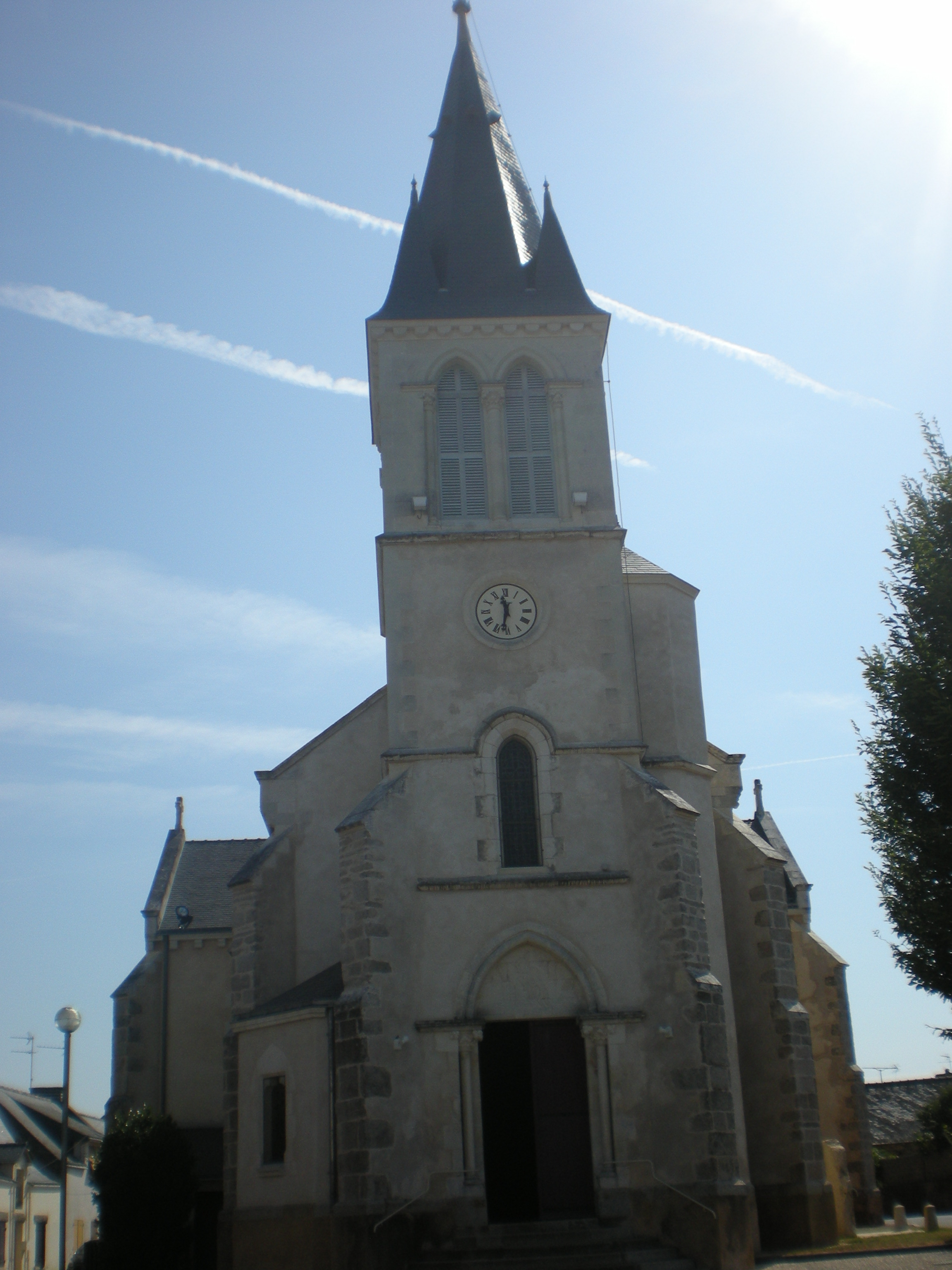
Kirche Saint-Martin in Camoël

| Jahr                       | 1962 | 1968 | 1975 | 1982 | 1990 | 1999 | 2012 | 2019 |
| Einwohner                  | 574  | 541  | 479  | 559  | 598  | 655  | 961  | 1039 |
| Quellen: Cassini und INSEE |      |      |      |      |      |      |      |      |